# M.U.L.E.
M.U.L.E. (1983) är ett tv-spel utvecklat av Ozark Softscape för Electronic Arts. Spelet gavs ursprungligen ut till Atari 400/800 men finns även utgivet till Commodore 64, IBM PCjr och Nintendo Entertainment System. En version var nästan klar för Megadrive men stoppades av M.U.L.E.s skapare Danielle Berry som vägrade lägga till vapen i spelet då det ansågs förstöra spelbalansen.

### Fotnoter
1. ↑  ”GameFAQs - Game Companies: Bullet Proof Software”. CBS Interactive Inc. Arkiverad från originalet den 2 november 2013. https://web.archive.org/web/20131102191707/http://www.gamefaqs.com/features/company/72801.html. Läst 4 juni 2014.